# YAJU&U
YAJU&U는 일본의 동영상 제작자 모치모치가 AI를 이용해 작곡한 음악이다.
2024년 5월 25일 니코니코동화와 유튜브에 이 곡을 올렸다.
음악 생성 AI 'Udio'에 의해 작곡되었다.또한동영상의 썸네일 이미지에는 고양이와 배우의 얼굴 사진을 사용한 것이 사용되었다.
일본에서 이 노래는 큰 인기를 끌었고, 일본 유튜브 동영상 중 동영상에 달린 댓글 수가 일본 1위가 되었다.